# Lista nagród i nominacji Christiny Aguilery

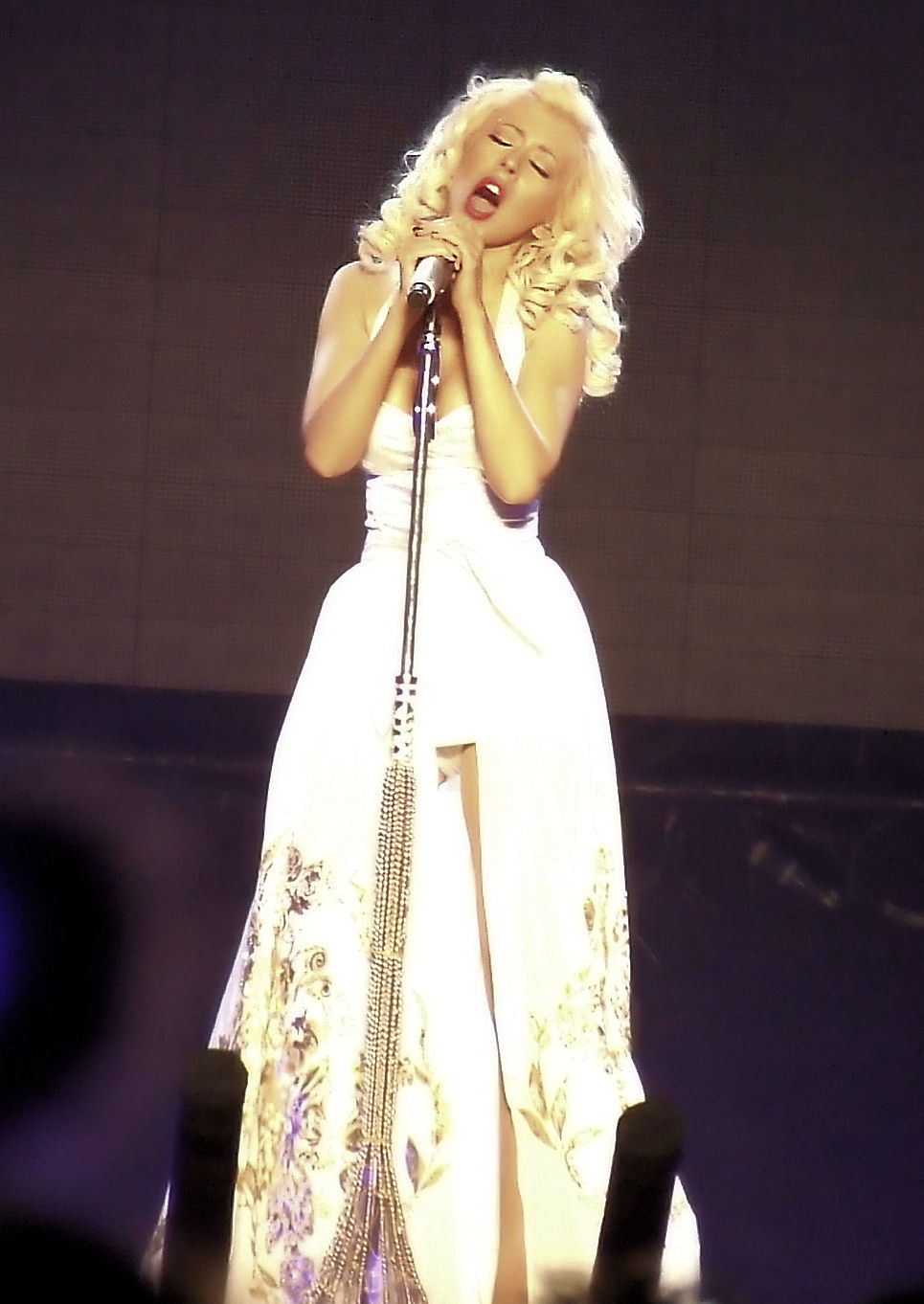
Christina Aguilera w 2006 roku.

Artykuł przedstawia listę nagród i nominacji przyznanych Christinie Aguilerze, amerykańskiej wokalistce, autorce tekstów, aktorce i osobowości telewizyjnej.

## 4Music Video Honours
Nagrody przyznawane przez brytyjską telewizję muzyczną 4Music, stanowiącą własność korporacji Channel Four Television.
| Rok  | Tytułem                               | Kategoria          | Rezultat  | Przypis |
| ---- | ------------------------------------- | ------------------ | --------- | ------- |
| 2011 | „Moves like Jagger” (wraz z Maroon 5) | Najlepszy teledysk | Nominacja | [ 1 ]   |

## The Abbey’s Gay Walk of Fame
| Rok  | Tytułem            | Kategoria                                            | Rezultat | Przypis |
| ---- | ------------------ | ---------------------------------------------------- | -------- | ------- |
| 2011 | Christina Aguilera | Gay Walk of Fame – Icon (wyróżnienie na alei gwiazd) | Wygrana  | [ 2 ]   |

## The AdvocateAwards
Nagrody przyznawane przez amerykański miesięcznik o tematyce queerowej The Advocate.
| Rok  | Tytułem     | Kategoria                    | Rezultat          | Przypis |
| ---- | ----------- | ---------------------------- | ----------------- | ------- |
| 2004 | „Beautiful” | 10 najlepszych piosenek roku | Wygrana (IV m-ce) | [ 3 ]   |

## All About Music Awards
| Rok  | Tytułem                                    | Kategoria                                          | Rezultat  | Przypis |
| ---- | ------------------------------------------ | -------------------------------------------------- | --------- | ------- |
| 2011 | „Moves like Jagger” (wraz z Maroon 5)      | Najlepsza współpraca roku                          | Nominacja | [ 4 ]   |
| 2011 | „Moves like Jagger” (wraz z Maroon 5)      | Najlepszy utwór grupy muzycznej, zespołu lub duetu | Nominacja | [ 4 ]   |
| 2011 | „Moves like Jagger” (wraz z Maroon 5)      | Wasz ulubiony utwór                                | Nominacja | [ 4 ]   |
| 2011 | Lotus                                      | Najbardziej oczekiwany album 2012 roku             | Wygrana   | [ 4 ]   |
| 2011 | Christina Aguilera                         | Najbardziej oczekiwany comeback                    | Wygrana   | [ 4 ]   |
| 2013 | „Say Something” (wraz z A Great Big World) | Najlepsza współpraca roku                          | Wygrana   | [ 5 ]   |

## ALMA Awards
| Rok  | Tytułem                                                        | Kategoria                                                        | Rezultat  | Przypis |
| ---- | -------------------------------------------------------------- | ---------------------------------------------------------------- | --------- | ------- |
| 1999 | „Reflection”                                                   | Wybitne wykonanie utworu pochodzącego z filmu pełnometrażowego   | Nominacja | [ 6 ]   |
| 2000 | Christina Aguilera                                             | Najlepszy nowy artysta                                           | Wygrana   | [ 7 ]   |
| 2000 | „Genie in a Bottle”                                            | Wybitny teledysk                                                 | Wygrana   | [ 7 ]   |
| 2001 | My Reflection                                                  | Najlepsza gala lub program telewizyjny o charakterze muzycznym   | Nominacja | [ 8 ]   |
| 2002 | Występ na 43. gali rozdania nagród Grammy                      | Wybitny występ w programie muzycznym, rozrywkowym lub komediowym | Nominacja | [ 9 ]   |
| 2002 | Christina Aguilera                                             | Wybitna artystka                                                 | Nominacja | [ 9 ]   |
| 2002 | „Lady Marmalade”                                               | Wybitny utwór pochodzący z filmu aktorskiego                     | Wygrana   | [ 10 ]  |
| 2002 | „Nobody Wants to Be Lonely” (wraz z Rickym Martinem)           | Wybitny teledysk                                                 | Wygrana   | [ 11 ]  |
| 2002 | „El último adiós (The Last Goodbye)” (wraz z All-Star Tribute) | Wybitny teledysk                                                 | Nominacja | [ 12 ]  |
| 2009 | Christina Aguilera                                             | Najlepszy artysta muzyczny roku                                  | Nominacja | [ 13 ]  |
| 2011 | Christina Aguilera                                             | Ulubiona artystka muzyczna                                       | Nominacja | [ 14 ]  |
| 2011 | Burleska                                                       | Ulubiona aktorka filmowa – komedia lub film muzyczny             | Nominacja | [ 14 ]  |
| 2011 | The Voice                                                      | Ulubiona osobowość telewizyjna                                   | Nominacja | [ 14 ]  |
| 2012 | Christina Aguilera                                             | Nagroda specjalna dla „Głosu Pokolenia”                          | Wygrana   | [ 15 ]  |
| 2012 | The Voice                                                      | Ulubiona osobowość telewizyjna                                   | Wygrana   | [ 15 ]  |

## Amazon Music Awards
| Rok  | Tytułem        | Kategoria                    | Rezultat           | Przypis |
| ---- | -------------- | ---------------------------- | ------------------ | ------- |
| 2010 | „Elastic Love” | 50 najlepszych piosenek roku | Wygrana (XII m-ce) | [ 16 ]  |

## American Choreography Awards
| Rok  | Tytułem                                 | Kategoria                                      | Rezultat  | Przypis |
| ---- | --------------------------------------- | ---------------------------------------------- | --------- | ------- |
| 2001 | „Come on Over Baby (All I Want Is You)” | Wybitne osiągnięcie – choreografia w teledysku | Nominacja | [ 17 ]  |

## American Music Awards
| Rok  | Tytułem            | Kategoria                        | Rezultat  | Przypis |
| ---- | ------------------ | -------------------------------- | --------- | ------- |
| 2001 | Christina Aguilera | Ulubiona artystka popowa/rockowa | Nominacja | [ 18 ]  |
| 2003 | Christina Aguilera | Najlepszy artysta międzynarodowy | Nominacja | [ 19 ]  |

## AMFT Awards
| Rok  | Tytułem                                    | Kategoria                                     | Rezultat | Przypis |
| ---- | ------------------------------------------ | --------------------------------------------- | -------- | ------- |
| 2013 | „Say Something” (wraz z A Great Big World) | Najlepszy występ duetu lub grupy – muzyka pop | Wygrana  | [ 20 ]  |
| 2018 | „Twice”                                    | Najlepsze wykonanie solowe – muzyka pop       | Wygrana  | [ 20 ]  |

## Annual Choreographer Media Honors
| Rok  | Tytułem    | Kategoria                          | Rezultat | Przypis |
| ---- | ---------- | ---------------------------------- | -------- | ------- |
| 2008 | „Candyman” | Najlepsza choreografia w teledysku | Wygrana  | [ 21 ]  |

## APRA Awards
| Rok  | Tytułem                               | Kategoria                                    | Rezultat  | Przypis |
| ---- | ------------------------------------- | -------------------------------------------- | --------- | ------- |
| 2004 | „Beautiful”                           | Najlepiej dystrybuowana piosenka zagraniczna | Nominacja | [ 22 ]  |
| 2012 | „Moves like Jagger” (wraz z Maroon 5) | Międzynarodowe nagranie roku                 | Nominacja | [ 23 ]  |

## ASCAP Pop Music Awards
| Rok  | Tytułem              | Kategoria                        | Rezultat | Przypis |
| ---- | -------------------- | -------------------------------- | -------- | ------- |
| 2004 | „Beautiful”          | Najlepsza piosenka               | Wygrana  | [ 24 ]  |
| 2005 | „Can’t Hold Us Down” | Najlepiej dystrybuowana piosenka | Wygrana  | [ 25 ]  |
| 2008 | „Hurt”               | Najlepiej dystrybuowana piosenka | Wygrana  | [ 26 ]  |

## The Basenotes Fragrance Awards
Nagrody przyznawane przez brytyjską branżę perfumeryjną.
| Rok  | Tytułem          | Kategoria                                             | Rezultat  | Przypis |
| ---- | ---------------- | ----------------------------------------------------- | --------- | ------- |
| 2008 | Simply Christina | Najlepsze kobiece perfumy sygnowane nazwiskiem gwiazd | Nominacja | [ 27 ]  |

## Best of Las Vegas Awards
| Rok  | Tytułem       | Kategoria                                   | Rezultat  | Przypis              |
| ---- | ------------- | ------------------------------------------- | --------- | -------------------- |
| 2020 | The Xperience | Najlepszy headliner/artysta na rezydenturze | Nominacja | [ 28 ] [ 29 ] [ 30 ] |
| 2020 | The Xperience | Najlepsza produkcja sceniczna               | Nominacja | [ 31 ] [ 29 ] [ 30 ] |
| 2020 | The Xperience | Wieczór panieński                           | Nominacja | [ 32 ] [ 33 ] [ 30 ] |

## BillboardMusic Video Awards
| Rok  | Tytułem                                          | Kategoria                                | Rezultat | Przypis |
| ---- | ------------------------------------------------ | ---------------------------------------- | -------- | ------- |
| 2000 | Christina Aguilera; „Ven conmigo (Solamente tú)” | Najlepszy artysta latynoski – debiutanci | Wygrana  | [ 34 ]  |

## BillboardTouring Awards
| Rok  | Tytułem                                 | Kategoria                           | Rezultat  | Przypis       |
| ---- | --------------------------------------- | ----------------------------------- | --------- | ------------- |
| 2007 | Christina Aguilera; Back to Basics Tour | Najbardziej przełomowy artysta roku | Nominacja | [ 35 ] [ 36 ] |
| 2007 | Christina Aguilera; Back to Basics Tour | Pełen pakiet                        | Nominacja | [ 35 ] [ 36 ] |

## BlenderAwards
| Rok  | Tytułem            | Kategoria    | Rezultat | Przypis              |
| ---- | ------------------ | ------------ | -------- | -------------------- |
| 2003 | Christina Aguilera | Kobieta roku | Wygrana  | [ 37 ] [ 38 ] [ 39 ] |

## Blockbuster Entertainment Awards
| Rok  | Tytułem             | Kategoria                     | Rezultat | Przypis |
| ---- | ------------------- | ----------------------------- | -------- | ------- |
| 2000 | „Genie in a Bottle” | Ulubione wydawnictwo singlowe | Wygrana  | [ 40 ]  |
| 2000 | Christina Aguilera  | Ulubiona nowa artystka        | Wygrana  | [ 40 ]  |
| 2001 | Christina Aguilera  | Najlepsza artystka roku       | Wygrana  | [ 41 ]  |
| 2001 | Christina Aguilera  | Ulubiona artystka latynoska   | Wygrana  | [ 41 ]  |

## Bravo Otto Awards (Niemcy)
| Rok  | Tytułem            | Kategoria                      | Rezultat | Przypis |
| ---- | ------------------ | ------------------------------ | -------- | ------- |
| 1999 | Christina Aguilera | Najlepsza piosenkarka – srebro | Wygrana  | [ 42 ]  |
| 2002 | Christina Aguilera | Najlepsza piosenkarka – brąz   | Wygrana  | [ 43 ]  |
| 2003 | Christina Aguilera | Najlepsza piosenkarka – srebro | Wygrana  | [ 44 ]  |
| 2004 | Christina Aguilera | Najlepsza piosenkarka – brąz   | Wygrana  | [ 45 ]  |
| 2006 | Christina Aguilera | Najlepsza piosenkarka – brąz   | Wygrana  | [ 46 ]  |
| 2010 | Christina Aguilera | Najlepsza piosenkarka – brąz   | Wygrana  | [ 47 ]  |

## Bravo Otto Awards (Węgry)
| Rok  | Tytułem            | Kategoria            | Rezultat  | Przypis |
| ---- | ------------------ | -------------------- | --------- | ------- |
| 2007 | Christina Aguilera | Najlepsza wokalistka | Nominacja | [ 48 ]  |
| 2007 | Back to Basics     | Najlepszy album      | Nominacja | [ 48 ]  |
| 2007 | „Candyman”         | Najlepszy teledysk   | Wygrana   | [ 49 ]  |

## Bravoora
| Rok  | Tytułem            | Kategoria      | Rezultat  | Przypis |
| ---- | ------------------ | -------------- | --------- | ------- |
| 2004 | Christina Aguilera | Wokalistka pop | Nominacja | [ 50 ]  |

## BreakTudo Awards
| Rok  | Tytułem                             | Kategoria     | Rezultat  | Przypis |
| ---- | ----------------------------------- | ------------- | --------- | ------- |
| 2018 | „Fall in Line” (wraz z Demi Lovato) | Teledysk roku | Nominacja | [ 51 ]  |

## BT Digital Music Awards
| Rok  | Tytułem | Kategoria                      | Rezultat  | Przypis |
| ---- | ------- | ------------------------------ | --------- | ------- |
| 2010 | Bionic  | Najlepsza promocja artystyczna | Nominacja | [ 52 ]  |

## Capital FM's Music Video Awards
| Rok  | Tytułem     | Kategoria                             | Rezultat  | Przypis |
| ---- | ----------- | ------------------------------------- | --------- | ------- |
| 2013 | „Your Body” | Najlepsza teledyskowa scena pocałunku | Nominacja | [ 53 ]  |

## Channel V Thailand Music Video Awards
| Rok  | Tytułem          | Kategoria                            | Rezultat | Przypis       |
| ---- | ---------------- | ------------------------------------ | -------- | ------------- |
| 2002 | „Lady Marmalade” | Najlepszy teledysk duetu lub grupy   | Wygrana  | [ 54 ] [ 55 ] |
| 2003 | „Beautiful”      | Najlepszy teledysk żeńskiej artystki | Wygrana  | [ 54 ] [ 55 ] |

## Chicago Indie Critics Awards
| Rok  | Tytułem            | Kategoria                     | Rezultat  | Przypis       |
| ---- | ------------------ | ----------------------------- | --------- | ------------- |
| 2021 | „Loyal Brave True” | Najlepsza piosenka oryginalna | Nominacja | [ 56 ] [ 57 ] |

## Cyprus Music Academy Awards
Nagrody CMAA przyznawane były przez Cypryjską Akademię Muzyczną (Cypriot Academy of Music) i honorowały wybitnych artystów, albumy, piosenki oraz teledyski. Christina Aguilera była najczęściej nagradzaną wokalistką międzynarodową.

## Dolly Teen Choice Awards
| Rok  | Tytułem    | Kategoria          | Rezultat | Przypis |
| ---- | ---------- | ------------------ | -------- | ------- |
| 2007 | „Candyman” | Najlepszy teledysk | Wygrana  | [ 60 ]  |

## Duftstars
Nagrody przyznawane przez niemiecką branżę perfumeryjną począwszy od 1993 roku. Sekcja „Tytułem” uwzględnia produkty sygnowane nazwiskiem Aguilery.
| Rok  | Tytułem          | Kategoria                                         | Rezultat  | Przypis       |
| ---- | ---------------- | ------------------------------------------------- | --------- | ------------- |
| 2008 | Simply Christina | Wybór publiczności: lifestyle – kategoria kobieca | Wygrana   | [ 61 ]        |
| 2008 | Simply Christina | Lifestyle – kategoria kobieca                     | Wygrana   | [ 61 ]        |
| 2011 | Royal Desire     | Wybór publiczności: lifestyle – kategoria kobieca | Wygrana   | [ 62 ] [ 61 ] |
| 2011 | By Night         | Wybór publiczności: lifestyle – kategoria kobieca | Wygrana   | [ 61 ]        |
| 2013 | Red Sin          | Lifestyle                                         | Wygrana   | [ 61 ]        |
| 2013 | Red Sin          | Wybór publiczności: lifestyle – kategoria kobieca | Wygrana   | [ 61 ]        |
| 2014 | Unforgettable    | Lifestyle                                         | Wygrana   | [ 61 ]        |
| 2014 | Unforgettable    | Wybór publiczności: lifestyle – kategoria kobieca | Wygrana   | [ 61 ]        |
| 2020 | Xperience        | Lifestyle                                         | Nominacja | [ 63 ]        |

## EarOne Awards
| Rok  | Tytułem                               | Kategoria          | Rezultat | Przypis |
| ---- | ------------------------------------- | ------------------ | -------- | ------- |
| 2009 | „Keeps Gettin’ Better”                | Najlepsza piosenka | Wygrana  | [ 64 ]  |
| 2010 | „Not Myself Tonight”                  | Najlepsza piosenka | Wygrana  | [ 64 ]  |
| 2011 | „Moves like Jagger” (wraz z Maroon 5) | Najlepsza piosenka | Wygrana  | [ 64 ]  |

## FiFi Awards
Nagrody przyznawane przez branżę perfumeryjną, organizowane corocznie przez The Fragrance Foundation. W kolumnie „tytułem” wymienione zostają produkty sygnowane nazwiskiem Aguilery.
| Rok  | Tytułem          | Kategoria                                                                                                   | Rezultat  | Przypis              |
| ---- | ---------------- | --- | --------- | -------------------- |
| 2008 | Simply Christina | People’s Choice – Celebrity Fragrance (nagroda za najbardziej lubiane perfumy zaprojektowane przez gwiazdy) | Wygrana   | [ 65 ] [ 66 ] [ 67 ] |
| 2011 | By Day           | Wszechstronny urok                                                                                          | Nominacja | [ 68 ]               |
| 2011 | By Night         | Wszechstronny urok                                                                                          | Nominacja | [ 68 ]               |
| 2012 | Royal Desire     | Najlepsze opakowanie – Wszechstronny urok                                                                   | Nominacja | [ 69 ]               |
| 2012 | Royal Desire     | Wszechstronny urok                                                                                          | Nominacja | [ 69 ]               |
| 2013 | Red Sin          | Kobiecy zapach roku – Popularność                                                                           | Nominacja | [ 70 ]               |

## The Flecking Awards
| Rok  | Tytułem            | Kategoria                   | Rezultat  | Przypis |
| ---- | ------------------ | --------------------------- | --------- | ------- |
| 2011 | Christina Aguilera | Najlepsza artystka muzyczna | Nominacja | [ 71 ]  |
| 2011 | Bionic             | Najlepszy album             | Nominacja | [ 72 ]  |

## Freeform's 31 Nights of Halloween Fan Fest
| Rok  | Tytułem            | Kategoria                            | Rezultat | Przypis |
| ---- | ------------------ | ------------------------------------ | -------- | ------- |
| 2019 | Christina Aguilera | Nagroda fanowska dla ikony muzycznej | Wygrana  | [ 73 ]  |

## GAFFA–Prisen Awards (Dania)
| Rok  | Tytułem                               | Kategoria                                | Rezultat  | Przypis              |
| ---- | ------------------------------------- | ---------------------------------------- | --------- | -------------------- |
| 2002 | „Dirrty”                              | Najlepszy teledysk zagranicznego artysty | Nominacja | [ 74 ]               |
| 2006 | Christina Aguilera                    | Najlepsza artystka zagraniczna           | Wygrana   | [ 74 ]               |
| 2011 | „Moves like Jagger” (wraz z Maroon 5) | Najlepsza piosenka zagranicznego artysty | Nominacja | [ 75 ]               |
| 2019 | Christina Aguilera                    | Najlepsza artystka zagraniczna           | Nominacja | [ 76 ] [ 77 ] [ 78 ] |
| 2019 | Liberation                            | Najlepszy album zagranicznego artysty    | Nominacja | [ 76 ] [ 77 ] [ 78 ] |

## Galgalatz Awards
| Rok  | Tytułem    | Kategoria     | Rezultat           | Przypis |
| ---- | ---------- | ------------- | ------------------ | ------- |
| 2007 | „Candyman” | Piosenka roku | Wygrana (III m-ce) | [ 79 ]  |

## Gaon Chart Music Awards
| Rok  | Tytułem                               | Kategoria                    | Rezultat | Przypis |
| ---- | ------------------------------------- | ---------------------------- | -------- | ------- |
| 2011 | „Moves like Jagger” (wraz z Maroon 5) | Międzynarodowe nagranie roku | Wygrana  | [ 80 ]  |

## GLAAD Media Awards
| Rok  | Tytułem            | Kategoria                                                        | Rezultat | Przypis       |
| ---- | ------------------ | ---------------------------------------------------------------- | -------- | ------------- |
| 2003 | Christina Aguilera | Specjalne wyróżnienie (za aktywizm na rzecz środowisk LGBTQ)     | Wygrana  | [ 81 ] [ 82 ] |
| 2023 | Christina Aguilera | Advocate for Change Award (za aktywizm na rzecz środowisk LGBTQ) | Wygrana  | [ 83 ]        |

## Glammy Awards
Nagrody typu best of beauty przyznawane przez czasopismo modowe Glamour.
| Rok  | Tytułem      | Kategoria         | Rezultat | Przypis       |
| ---- | ------------ | ----------------- | -------- | ------------- |
| 2011 | Royal Desire | Najlepsza perfuma | Wygrana  | [ 84 ] [ 85 ] |

## GlamourAwards
| Rok  | Tytułem            | Kategoria    | Rezultat  | Przypis |
| ---- | ------------------ | ------------ | --------- | ------- |
| 2004 | Christina Aguilera | Kobieta roku | Wygrana   | [ 86 ]  |
| 2011 | Christina Aguilera | Kobieta roku | Nominacja | [ 87 ]  |

## Gold Derby Awards
| Rok  | Tytułem        | Kategoria                     | Rezultat  | Przypis |
| ---- | -------------- | ----------------------------- | --------- | ------- |
| 2011 | „Bound to You” | Najlepsza piosenka oryginalna | Nominacja | [ 88 ]  |

## Google
| Rok  | Tytułem            | Kategoria                                       | Rezultat         | Przypis |
| ---- | ------------------ | ----------------------------------------------- | ---------------- | ------- |
| 2023 | Christina Aguilera | Najczęściej wyszukiwana w sieci osoba (w Chile) | Wygrana (I m-ce) | [ 89 ]  |

## HNiDAwards
| Rok  | Tytułem         | Kategoria                  | Rezultat | Przypis |
| ---- | --------------- | -------------------------- | -------- | ------- |
| 2020 | „Haunted Heart” | Najlepsza piosenka filmowa | Wygrana  | [ 90 ]  |

## Hollywood Music in Media Awards
| Rok  | Tytułem                     | Kategoria                                         | Rezultat  | Przypis |
| ---- | --------------------------- | ------------------------------------------------- | --------- | ------- |
| 2019 | „Haunted Heart”             | Najlepsza piosenka oryginalna z filmu animowanego | Nominacja | [ 91 ]  |
| 2021 | „The Addams Family (Theme)” | Najlepsza ścieżka dźwiękowa z filmu animowanego   | Nominacja | [ 92 ]  |

## Hollywood Walk of Fame
| Rok  | Tytułem            | Kategoria                                                       | Rezultat | Przypis |
| ---- | ------------------ | --------------------------------------------------------------- | -------- | ------- |
| 2010 | Christina Aguilera | Hollywood Walk of Fame – Recording (wyróżnienie na alei gwiazd) | Wygrana  | [ 93 ]  |

## Human Rights Campaign
| Rok  | Tytułem                         | Kategoria                                                | Rezultat | Przypis |
| ---- | ------------------------------- | -------------------------------------------------------- | -------- | ------- |
| 2019 | Christina Aguilera; „Beautiful” | Ally for Equality (za aktywizm na rzecz środowisk LGBTQ) | Wygrana  | [ 94 ]  |

## Hungarian Music Awards
| Rok  | Tytułem        | Kategoria                            | Rezultat  | Przypis |
| ---- | -------------- | ------------------------------------ | --------- | ------- |
| 2007 | Back to Basics | Najlepszy zagraniczny album pop roku | Nominacja | [ 95 ]  |

## Iconic Awards
| Rok  | Tytułem         | Kategoria                              | Rezultat  | Przypis |
| ---- | --------------- | -------------------------------------- | --------- | ------- |
| 2019 | „Haunted Heart” | Najlepszy singel zagranicznego artysty | Nominacja | [ 96 ]  |

## Irish America Magazine Awards
| Rok  | Tytułem            | Kategoria                                     | Rezultat | Przypis       |
| ---- | ------------------ | --------------------------------------------- | -------- | ------------- |
| 2001 | Christina Aguilera | Amerykanie pochodzenia irlandzkiego – Top 100 | Wygrana  | [ 97 ] [ 98 ] |

## J-Wave Awards
| Rok  | Tytułem                               | Kategoria     | Rezultat  | Przypis |
| ---- | ------------------------------------- | ------------- | --------- | ------- |
| 2001 | „Lady Marmalade”                      | Piosenka roku | Nominacja | [ 99 ]  |
| 2006 | „Ain’t No Other Man”                  | Piosenka roku | Nominacja | [ 100 ] |
| 2008 | „Keeps Gettin' Better”                | Piosenka roku | Nominacja | [ 101 ] |
| 2010 | „Not Myself Tonight”                  | Piosenka roku | Nominacja | [ 102 ] |
| 2011 | „Express”                             | Piosenka roku | Nominacja | [ 103 ] |
| 2011 | „Moves like Jagger” (wraz z Maroon 5) | Piosenka roku | Nominacja | [ 103 ] |

## Ladies’ Home JournalAwards
| Rok  | Tytułem            | Kategoria    | Rezultat | Przypis |
| ---- | ------------------ | ------------ | -------- | ------- |
| 1999 | Christina Aguilera | Kobieta roku | Wygrana  | [ 104 ] |

## Latin American Music Awards
| Rok  | Tytułem                | Kategoria          | Rezultat  | Przypis |
| ---- | ---------------------- | ------------------ | --------- | ------- |
| 2022 | „Santo” (wraz z Ozuną) | Najlepszy teledysk | Nominacja | [ 105 ] |

## Latin Grammy Awards
| Rok  | Tytułem                                                          | Kategoria                                    | Rezultat  | Przypis |
| ---- | ---------------------------------------------------------------- | -------------------------------------------- | --------- | ------- |
| 2022 | Aguilera                                                         | Album roku                                   | Nominacja | [ 106 ] |
| 2022 | Aguilera                                                         | Najlepszy album wokalny z muzyką pop         | Wygrana   | [ 106 ] |
| 2022 | „Pa mis muchachas” (wraz z Becky G, Nicki Nicole i Nathy Peluso) | Nagranie roku                                | Nominacja | [ 106 ] |
| 2022 | „Pa mis muchachas” (wraz z Becky G, Nicki Nicole i Nathy Peluso) | Piosenka roku                                | Nominacja | [ 106 ] |
| 2022 | „Pa mis muchachas” (wraz z Becky G, Nicki Nicole i Nathy Peluso) | Najlepszy występ z utworem urban             | Nominacja | [ 106 ] |
| 2022 | „Cuando me dé la gana” (wraz z Christianem Nodalem)              | Najlepszy utwór w stylu muzyki meksykańskiej | Nominacja | [ 106 ] |
| 2022 | „Santo” (wraz z Ozuną)                                           | Najlepszy występ z utworem urban             | Nominacja | [ 106 ] |
| 2023 | „No es que te extrañe”                                           | Nagranie roku                                | Nominacja | [ 107 ] |

## Latin Music Italian Awards
| Rok  | Tytułem                               | Kategoria                    | Rezultat | Przypis         |
| ---- | ------------------------------------- | ---------------------------- | -------- | --------------- |
| 2013 | „Feel This Moment” (wraz z Pitbullem) | Najlepsza piosenka latynoska | Wygrana  | [ 108 ] [ 109 ] |

## Latina MagazineAwards
| Rok  | Tytułem            | Kategoria    | Rezultat | Przypis        |
| ---- | ------------------ | ------------ | -------- | -------------- |
| 2000 | Christina Aguilera | Artysta roku | Wygrana  | [ 104 ]        |
| 2003 | Christina Aguilera | Kobieta roku | Wygrana  | [ 37 ] [ 104 ] |

## Los Premios MTV Latinoamérica
| Rok  | Tytułem            | Kategoria                                     | Rezultat  | Przypis |
| ---- | ------------------ | --------------------------------------------- | --------- | ------- |
| 2003 | Christina Aguilera | Najlepsza artysta międzynarodowy – muzyka pop | Nominacja | [ 110 ] |

## Luvpop Awards
| Rok  | Tytułem                                            | Kategoria               | Rezultat  | Przypis |
| ---- | -------------------------------------------------- | ----------------------- | --------- | ------- |
| 2018 | Christina Aguilera                                 | Artystka roku – świat   | Nominacja | [ 111 ] |
| 2018 | Liberation                                         | Album roku – świat      | Nominacja | [ 111 ] |
| 2018 | „Accelerate” (wraz z Ty Dolla $ignem i 2 Chainzem) | Piosenka roku – świat   | Nominacja | [ 111 ] |
| 2018 | „Accelerate” (wraz z Ty Dolla $ignem i 2 Chainzem) | Teledysk roku – świat   | Nominacja | [ 111 ] |
| 2018 | „Accelerate” (wraz z Ty Dolla $ignem i 2 Chainzem) | Współpraca roku – świat | Nominacja | [ 111 ] |
| 2018 | „Fall in Line” (wraz z Demi Lovato)                | Piosenka roku – świat   | Nominacja | [ 111 ] |
| 2018 | „Fall in Line” (wraz z Demi Lovato)                | Teledysk roku – świat   | Nominacja | [ 111 ] |
| 2018 | „Fall in Line” (wraz z Demi Lovato)                | Współpraca roku – świat | Nominacja | [ 111 ] |

## MadMusic Awards
| Rok  | Tytułem                                    | Kategoria          | Rezultat | Przypis |
| ---- | ------------------------------------------ | ------------------ | -------- | ------- |
| 2013 | „Say Something” (wraz z A Great Big World) | Singel roku        | Wygrana  | [ 112 ] |
| 2013 | „We Remain”                                | Filmowy utwór roku | Wygrana  | [ 112 ] |

## MaximAwards
| Rok  | Tytułem            | Kategoria                           | Rezultat                                    | Przypis |
| ---- | ------------------ | ----------------------------------- | ------------------------------------------- | ------- |
| 2000 | Christina Aguilera | Najlepsza wokalistka międzynarodowa | Wygrana                                     | [ 93 ]  |
| 2003 | Christina Aguilera | Najseksowniejsza kobieta roku       | Wygrana                                     | [ 93 ]  |
| 2003 | Christina Aguilera | Hot 100                             | Wygrana (wpisana na listę, zajęła I m-ce)   | [ 93 ]  |
| 2004 | Christina Aguilera | Hot 100                             | Wygrana (wpisana na listę, zajęła III m-ce) | [ 113 ] |

## MSN Entertainment Awards
| Rok  | Tytułem  | Kategoria                             | Rezultat | Przypis         |
| ---- | -------- | ------------------------------------- | -------- | --------------- |
| 2011 | Burleska | Najlepszy występ niezawodowego aktora | Wygrana  | [ 114 ] [ 115 ] |

## MTV Italian Music Awards
| Rok  | Tytułem                               | Kategoria                        | Rezultat  | Przypis |
| ---- | ------------------------------------- | -------------------------------- | --------- | ------- |
| 2007 | Christina Aguilera                    | Pierwsza Dama                    | Nominacja | [ 116 ] |
| 2011 | Christina Aguilera                    | Hot & Sexy (nagroda za seksapil) | Nominacja | [ 117 ] |
| 2012 | „Moves like Jagger” (wraz z Maroon 5) | Najlepszy teledysk               | Nominacja | [ 118 ] |

## MTV Movie Awards
| Rok  | Tytułem  | Kategoria              | Rezultat     | Przypis |
| ---- | -------- | ---------------------- | ------------ | ------- |
| 2011 | Burleska | Przełomowa rola żeńska | Prenominacja | [ 119 ] |

## MTV Russia Music Awards
| Rok  | Tytułem                | Kategoria                        | Rezultat  | Przypis         |
| ---- | ---------------------- | -------------------------------- | --------- | --------------- |
| 2007 | Christina Aguilera     | Najlepszy artysta międzynarodowy | Nominacja | [ 120 ] [ 121 ] |
| 2008 | „Keeps Gettin' Better” | Najlepszy teledysk               | Nominacja | [ 122 ]         |

## MTV2 Awards
| Rok  | Tytułem            | Kategoria                   | Rezultat                          | Przypis |
| ---- | ------------------ | --------------------------- | --------------------------------- | ------- |
| 2003 | Christina Aguilera | Artysta o najlepszym głosie | Wygrana (m-ce piąte z dziesięciu) | [ 123 ] |

## MuchMusic Video Awards
| Rok  | Tytułem                                 | Kategoria                                             | Rezultat  | Przypis         |
| ---- | --------------------------------------- | ----------------------------------------------------- | --------- | --------------- |
| 2000 | Christina Aguilera; „Genie in a Bottle” | Wybór publiki: ulubiony artysta międzynarodowy        | Nominacja | [ 124 ]         |
| 2003 | „Beautiful”                             | Najlepszy teledysk międzynarodowego artysty           | Nominacja | [ 125 ] [ 126 ] |
| 2003 | Christina Aguilera; „Dirrty”            | Wybór publiki: ulubiony artysta międzynarodowy        | Nominacja | [ 125 ] [ 126 ] |
| 2004 | „The Voice Within”                      | Najlepszy teledysk międzynarodowego artysty           | Nominacja | [ 127 ]         |
| 2007 | „Candyman”                              | Najlepszy teledysk międzynarodowego artysty           | Nominacja | [ 128 ]         |
| 2011 | „Not Myself Tonight”                    | Najchętniej oglądany teledysk roku                    | Nominacja | [ 129 ]         |
| 2012 | „Moves like Jagger” (wraz z Maroon 5)   | Najlepszy teledysk międzynarodowego zespołu lub duetu | Nominacja | [ 130 ]         |

## Music Video Production Assosiation (MVPA) Awards
| Rok  | Tytułem                                                   | Kategoria                               | Rezultat  | Przypis                         |
| ---- | --------------------------------------------------------- | --------------------------------------- | --------- | ------------------------------- |
| 2002 | „Lady Marmalade”                                          | Najlepsza stylizacja w teledysku        | Wygrana   | [ 131 ]                         |
| 2002 | „Lady Marmalade”                                          | Najlepszy teledysk filmowy              | Nominacja | [ 132 ]                         |
| 2002 | „What's Going On” (wraz z Artists Against AIDS Worldwide) | Najlepszy teledysk R&B                  | Wygrana   | [ 131 ]                         |
| 2003 | „Dirrty”                                                  | Najlepsza stylizacja w teledysku        | Wygrana   | [ 133 ]                         |
| 2003 | „Dirrty”                                                  | Najlepszy makijaż w teledysku           | Wygrana   | [ 133 ]                         |
| 2003 | „Dirrty”                                                  | Najlepszy teledysk popowy               | Nominacja | [ 134 ] [ 135 ]                 |
| 2003 | „Dirrty”                                                  | Najlepsze kierownictwo artystyczne      | Nominacja | [ 134 ] [ 135 ]                 |
| 2003 | „Dirrty”                                                  | Najlepsza choreografia                  | Nominacja | [ 134 ] [ 135 ]                 |
| 2003 | „Dirrty”                                                  | Najlepsze fryzury w teledysku           | Nominacja | [ 134 ] [ 135 ]                 |
| 2004 | „Fighter”                                                 | Najlepszy teledysk popowy               | Wygrana   | [ 136 ] [ 137 ] [ 138 ] [ 139 ] |
| 2004 | „Fighter”                                                 | Najlepsze zdjęcia                       | Wygrana   | [ 136 ] [ 137 ] [ 138 ] [ 139 ] |
| 2004 | „Fighter”                                                 | Najlepsza stylizacja w teledysku        | Wygrana   | [ 136 ] [ 137 ] [ 138 ] [ 139 ] |
| 2004 | „Fighter”                                                 | Najlepszy makijaż w teledysku           | Wygrana   | [ 136 ] [ 137 ] [ 138 ] [ 139 ] |
| 2004 | „Fighter”                                                 | Najlepsza reżyseria                     | Nominacja | [ 140 ]                         |
| 2004 | „Fighter”                                                 | Najlepsza reżyseria żeńskiego teledysku | Nominacja | [ 140 ] [ 141 ]                 |
| 2004 | „Fighter”                                                 | Najlepsze fryzury w teledysku           | Nominacja | [ 140 ] [ 141 ]                 |
| 2004 | „The Voice Within”                                        | Najlepsza reżyseria                     | Wygrana   | [ 139 ] [ 137 ]                 |
| 2004 | „The Voice Within”                                        | Najlepsza reżyseria żeńskiego teledysku | Nominacja | [ 142 ]                         |
| 2007 | „Hurt”                                                    | Najlepszy teledysk roku                 | Wygrana   | [ 143 ]                         |
| 2007 | „Hurt”                                                    | Najlepsza reżyseria żeńskiego teledysku | Wygrana   | [ 143 ]                         |
| 2007 | „Hurt”                                                    | Najlepsza reżyseria                     | Nominacja | [ 144 ]                         |
| 2007 | „Hurt”                                                    | Najlepszy teledysk adult contemporary   | Nominacja | [ 144 ]                         |
| 2007 | „Hurt”                                                    | Najlepsze kierownictwo artystyczne      | Nominacja | [ 144 ]                         |
| 2007 | „Hurt”                                                    | Najlepsza stylizacja w teledysku        | Nominacja | [ 144 ]                         |
| 2007 | „Hurt”                                                    | Najlepsza koloryzacja teledysku         | Nominacja | [ 144 ]                         |
| 2007 | „Ain’t No Other Man”                                      | Najlepszy teledysk popowy               | Nominacja | [ 144 ]                         |
| 2007 | „Ain’t No Other Man”                                      | Najlepsza choreografia                  | Nominacja | [ 144 ]                         |
| 2007 | „Ain’t No Other Man”                                      | Najlepsze fryzury w teledysku           | Nominacja | [ 144 ]                         |
| 2008 | „Candyman”                                                | Najlepszy teledysk popowy               | Wygrana   | [ 145 ]                         |
| 2008 | „Candyman”                                                | Najlepsza reżyseria żeńskiego teledysku | Nominacja | [ 146 ]                         |
| 2008 | „Candyman”                                                | Najlepsze kierownictwo artystyczne      | Nominacja | [ 146 ]                         |
| 2008 | „Candyman”                                                | Najlepsza choreografia                  | Nominacja | [ 146 ]                         |

## Musicnotes
| Rok  | Tytułem     | Kategoria     | Rezultat | Przypis         |
| ---- | ----------- | ------------- | -------- | --------------- |
| 2004 | „Beautiful” | Piosenka roku | Wygrana  | [ 147 ] [ 148 ] |

## Myx Music Awards
| Rok  | Tytułem                               | Kategoria                                   | Rezultat  | Przypis         |
| ---- | ------------------------------------- | ------------------------------------------- | --------- | --------------- |
| 2012 | „Moves like Jagger” (wraz z Maroon 5) | Najlepszy teledysk międzynarodowego artysty | Nominacja | [ 149 ] [ 150 ] |

## Nagrody za działalność humanitarną
| Rok  | Organizacja/ceremonia               | Rodzaj nagrody                                                                           | Przypis         |
| ---- | ----------------------------------- | ---------------------------------------------------------------------------------------- | --------------- |
| 2010 | Do Something                        | Nagroda za pomoc osobom poszkodowanym w wyniku trzęsienia ziemi na Haiti.                | [ 151 ] [ 152 ] |
| 2012 | 13. ceremonia wręczenia nagród ALMA | Nagroda za działalność filantropijną i zwalczanie głodu na świecie.                      | [ 153 ] [ 154 ] |
| 2012 | George McGovern Leadership Awards   | Nagroda za ścisłą współpracę ze Światowym Programem Żywnościowym.                        | [ 155 ]         |
| 2013 | Muhammad Ali Humanitarian Awards    | Nagroda Humanitarian of the Year dla filantropa roku.                                    | [ 156 ] [ 157 ] |
| 2019 | The Shade Tree                      | Nagroda za dofinansowanie organizacji, której celem jest pomoc ofiarom przemocy domowej. | [ 158 ]         |

## Online Film & Television Association
| Rok  | Tytułem          | Kategoria                                          | Rezultat  | Przypis        |
| ---- | ---------------- | -------------------------------------------------- | --------- | -------------- |
| 1999 | „Reflection”     | Najlepsza muzyka – piosenka oryginalna             | Nominacja | [ 88 ] [ 159 ] |
| 2002 | „Lady Marmalade” | Najlepsza muzyka – piosenka adaptowana             | Nominacja | [ 88 ] [ 160 ] |
| 2011 | The Voice        | Najlepszy prowadzący w programie typu reality-show | Wygrana   | [ 88 ] [ 161 ] |
| 2021 | „Reflection”     | Najlepsza muzyka – piosenka adaptowana             | Nominacja | [ 162 ]        |

## Pollstar Concert Industry Awards
Nagrody przyznawane przez serwis Pollstar, zajmujący się branżą koncertową. Honorują artystów i zespoły odpowiedzialne za organizację wydarzeń muzycznych.
| Rok  | Tytułem                     | Kategoria                                                  | Rezultat  | Przypis |
| ---- | --------------------------- | ---------------------------------------------------------- | --------- | ------- |
| 2003 | Justified and Stripped Tour | Najbardziej kreatywna inscenizacja                         | Nominacja | [ 163 ] |
| 2003 | Justified and Stripped Tour | Most Creative Tour Package (nagroda za aranżację wizualną) | Nominacja | [ 163 ] |

## Pop Dirt Awards
| Rok  | Tytułem  | Kategoria            | Rezultat           | Przypis |
| ---- | -------- | -------------------- | ------------------ | ------- |
| 2003 | Stripped | Najlepszy album roku | Wygrana (III m-ce) | [ 164 ] |

## PopCrush Awards
| Rok  | Tytułem     | Kategoria                          | Rezultat  | Przypis |
| ---- | ----------- | ---------------------------------- | --------- | ------- |
| 2014 | „Beautiful” | Najlepsza współczesna piosenka pop | Nominacja | [ 165 ] |

## Premios Juventud
| Rok  | Tytułem                                                          | Kategoria                                     | Rezultat  | Przypis |
| ---- | ---------------------------------------------------------------- | --------------------------------------------- | --------- | ------- |
| 2004 | „Nobody Wants to Be Lonely” (wraz z Rickym Martinem)             | Dynamiczny duet                               | Nominacja | [ 166 ] |
| 2013 | „Feel This Moment” (wraz z Pitbullem)                            | Ulubiony hit                                  | Nominacja |         |
| 2014 | „Hoy tengo ganas de ti” (wraz z Alejandro Fernándezem)           | Najlepszy motyw muzyczny w telenoweli         | Nominacja |         |
| 2022 | „Pa mis muchachas” (wraz z Becky G, Nicki Nicole i Nathy Peluso) | Najlepsza żeńska współpraca muzyczna          | Nominacja | [ 167 ] |
| 2022 | „Santo” (wraz z Ozuną)                                           | Najlepsza współpraca z artystą anglojęzycznym | Nominacja | [ 167 ] |
| 2023 | „No es que te extrañe”                                           | Teledysk o najsilniejszym przekazie           | Nominacja | [ 168 ] |

## Premios Oye!
| Rok  | Tytułem              | Kategoria                     | Rezultat  | Przypis |
| ---- | -------------------- | ----------------------------- | --------- | ------- |
| 2007 | Back to Basics       | Najlepszy album anglojęzyczny | Nominacja | [ 169 ] |
| 2007 | „Ain’t No Other Man” | Piosenka roku                 | Nominacja | [ 169 ] |

## Q Awards
| Rok  | Tytułem  | Kategoria                | Rezultat  | Przypis         |
| ---- | -------- | ------------------------ | --------- | --------------- |
| 2003 | „Dirrty” | Najlepszy utwór muzyczny | Wygrana   | [ 170 ] [ 171 ] |
| 2003 | „Dirrty” | Najlepszy teledysk       | Nominacja | [ 172 ]         |

## Radio Music Awards
| Rok  | Tytułem            | Kategoria                                | Rezultat  | Przypis         |
| ---- | ------------------ | ---------------------------------------- | --------- | --------------- |
| 2001 | „Lady Marmalade”   | Piosenka roku: format radiowy top 40/pop | Wygrana   | [ 173 ]         |
| 2003 | Christina Aguilera | Artysta roku: format radiowy top 40      | Nominacja | [ 174 ] [ 175 ] |
| 2003 | „Beautiful”        | Piosenka roku: format radiowy top 40     | Nominacja | [ 174 ] [ 175 ] |

## The Record of the Year
| Rok  | Tytułem                               | Kategoria     | Rezultat          | Przypis |
| ---- | ------------------------------------- | ------------- | ----------------- | ------- |
| 2011 | „Moves like Jagger” (wraz z Maroon 5) | Nagranie roku | Wygrana (II m-ce) | [ 176 ] |

## Rekordy świata
| Rok  | Publikacja                | Rekord                               | Rekordzista                                 | Przypis |
| ---- | ------------------------- | ------------------------------------ | ------------------------------------------- | ------- |
| 2005 | Księga rekordów Guinnessa | Najchętniej oglądany występ muzyczny | Christina Aguilera, Madonna, Britney Spears | [ 177 ] |

## Rennbahn Express Awards
| Rok  | Tytułem             | Kategoria                 | Rezultat            | Przypis |
| ---- | ------------------- | ------------------------- | ------------------- | ------- |
| 1999 | Christina Aguilera  | Najlepszy nowy artysta    | Wygrana (II m-ce)   | [ 178 ] |
| 1999 | Christina Aguilera  | Najlepsza wokalistka roku | Wygrana (III m-ce)  | [ 178 ] |
| 1999 | „Genie in a Bottle” | Piosenka roku             | Wygrana (VIII m-ce) | [ 178 ] |

## Rocket Pop Music Awards
| Rok  | Tytułem                | Kategoria                                         | Rezultat  | Przypis         |
| ---- | ---------------------- | ------------------------------------------------- | --------- | --------------- |
| 2009 | „Keeps Gettin' Better” | Najlepsza piosenka popowa                         | Nominacja | [ 179 ] [ 116 ] |
| 2009 | „Dynamite”             | Najlepsza piosenka popowa                         | Wygrana   | [ 179 ] [ 116 ] |
| 2019 | „Haunted Heart”        | Najlepsza piosenka oryginalna z filmu animowanego | Wygrana   | [ 179 ]         |

## Rolling StoneMusic Awards
| Rok  | Tytułem                     | Kategoria                  | Rezultat | Przypis        |
| ---- | --------------------------- | -------------------------- | -------- | -------------- |
| 2004 | Christina Aguilera          | Najlepsza artystka         | Wygrana  | [ 93 ] [ 180 ] |
| 2004 | Justified and Stripped Tour | Najlepsza trasa koncertowa | Wygrana  | [ 93 ] [ 180 ] |

## RTHK International Pop Poll Awards
Nagrody przyznawane corocznie przez hongkońską stację radiowo-telewizyjną RTHK.
| Rok  | Tytułem                                              | Kategoria                                | Rezultat  | Przypis |
| ---- | ---------------------------------------------------- | ---------------------------------------- | --------- | ------- |
| 2002 | „Nobody Wants to Be Lonely” (wraz z Rickym Martinem) | Najlepszy duet                           | Wygrana   | [ 181 ] |
| 2003 | „Beautiful”                                          | 10 najlepszych piosenek międzynarodowych | Wygrana   | [ 182 ] |
| 2005 | „Car Wash” (wraz z Missy Elliott)                    | Najlepsza piosenka filmowa               | Wygrana   | [ 183 ] |
| 2007 | „Ain’t No Other Man”                                 | 10 najlepszych piosenek międzynarodowych | Wygrana   | [ 184 ] |
| 2007 | Christina Aguilera                                   | Najlepsza artystka roku                  | Nominacja | [ 184 ] |
| 2008 | „Candyman”                                           | 10 najlepszych piosenek międzynarodowych | Wygrana   | [ 185 ] |
| 2008 | Christina Aguilera                                   | Najlepsza artystka roku                  | Wygrana   | [ 185 ] |
| 2012 | „Moves like Jagger” (wraz z Maroon 5)                | 10 najlepszych piosenek międzynarodowych | Wygrana   | [ 186 ] |

## Shorty Awards
Nagrody typu best of social media, alternatywnie znane jako „Shortys” i przyznawane przez członków The Real Time Academy. Dwutygodnik Forbes pisał: „Nagrody Shorty dowodzą, że media społecznościowe to coś więcej niż tylko wyolbrzymiona liczba followersów”.
| Rok  | Tytułem            | Kategoria           | Rezultat  | Przypis |
| ---- | ------------------ | ------------------- | --------- | ------- |
| 2013 | Christina Aguilera | Najlepsza muzyka    | Nominacja | [ 188 ] |
| 2013 | Christina Aguilera | Najlepszy wokalista | Nominacja | [ 189 ] |
| 2013 | Christina Aguilera | Celebryta roku      | Nominacja | [ 188 ] |
| 2013 | Christina Aguilera | Najlepszy aktywista | Nominacja | [ 190 ] |
| 2013 | Christina Aguilera | Muzyka – teraz      | Nominacja | [ 188 ] |

## Smash Hits Poll Winners’ Party
| Rok  | Tytułem            | Kategoria                         | Rezultat  | Przypis |
| ---- | ------------------ | --------------------------------- | --------- | ------- |
| 1999 | Christina Aguilera | Najlepszy żeński debiut           | Wygrana   | [ 55 ]  |
| 2000 | Christina Aguilera | Najlepsza wokalistka              | Nominacja | [ 191 ] |
| 2000 | Christina Aguilera | Najlepiej ubrana gwiazda          | Nominacja | [ 191 ] |
| 2000 | Christina Aguilera | Najatrakcyjniejsza kobieta świata | Nominacja | [ 191 ] |
| 2003 | Christina Aguilera | Najlepsza artystka                | Wygrana   | [ 192 ] |
| 2004 | Christina Aguilera | Najatrakcyjniejsza artystka       | Nominacja | [ 193 ] |
| 2004 | Christina Aguilera | Najlepsza artystka                | Nominacja | [ 193 ] |
| 2004 | Christina Aguilera | Najlepiej ubrana gwiazda          | Nominacja | [ 193 ] |
| 2004 | Christina Aguilera | Top Pop Mop                       | Nominacja | [ 193 ] |

## SOCAN Awards
Nagrody SOCAN przyznawane są przez Kanadyjskie Stowarzyszenie Kompozytorów, Autorów i Wydawców Muzycznych (Society of Composers, Authors and Music Publishers of Canada).
| Rok  | Tytułem                               | Kategoria                        | Rezultat | Przypis |
| ---- | ------------------------------------- | -------------------------------- | -------- | ------- |
| 2014 | „Feel This Moment” (wraz z Pitbullem) | Nagroda za najlepszy utwór dance | Wygrana  | [ 194 ] |

## Soul and Jazz Awards
| Rok  | Tytułem            | Kategoria                                                | Rezultat | Przypis |
| ---- | ------------------ | -------------------------------------------------------- | -------- | ------- |
| 2010 | Back to Basics     | Najlepszy album dekady                                   | Wygrana  | [ 195 ] |
| 2011 | Christina Aguilera | Wokalistka, która zaliczyła fiasko, nie zasługując na to | Wygrana  | [ 115 ] |

## Spetteguless Awards
| Rok  | Tytułem                               | Kategoria                                 | Rezultat           | Przypis |
| ---- | ------------------------------------- | ----------------------------------------- | ------------------ | ------- |
| 2010 | Christina Aguilera                    | Najlepsza wokalistka roku                 | Wygrana (III m-ce) | [ 196 ] |
| 2010 | Christina Aguilera                    | Najlepsza piosenkarka pop dekady 2000−’10 | Nominacja          | [ 197 ] |
| 2010 | „Not Myself Tonight”                  | Najlepsza piosenka pop                    | Nominacja          | [ 197 ] |
| 2012 | „Moves like Jagger” (wraz z Maroon 5) | Najlepsza piosenka roku                   | Nominacja          | [ 198 ] |
| 2013 | Lotus                                 | Najlepszy album roku                      | Nominacja          | [ 199 ] |
| 2013 | „Your Body”                           | Najlepsza piosenka pop                    | Nominacja          | [ 200 ] |
| 2013 | „Your Body”                           | Najlepszy teledysk roku                   | Wygrana (III m-ce) | [ 201 ] |

## SSE Live Awards
| Rok  | Tytułem    | Kategoria                          | Rezultat | Przypis |
| ---- | ---------- | ---------------------------------- | -------- | ------- |
| 2019 | The X Tour | Najlepszy koncert artysty solowego | Wygrana  | [ 202 ] |

## St. Louis Gateway Film Critics Association Awards
| Rok  | Tytułem                                       | Kategoria                                           | Rezultat  | Przypis |
| ---- | --------------------------------------------- | --------------------------------------------------- | --------- | ------- |
| 2010 | Burlesque: Original Motion Picture Soundtrack | Najlepsza muzyka filmowa/ ścieżka dźwiękowa z filmu | Nominacja | [ 203 ] |

## Stonewall Poll
| Rok  | Tytułem     | Kategoria                                                          | Rezultat | Przypis         |
| ---- | ----------- | ------------------------------------------------------------------ | -------- | --------------- |
| 2011 | „Beautiful” | Najbardziej inspirująca piosenka popowa minionej dekady (2000−’10) | Wygrana  | [ 204 ] [ 205 ] |

## TEC Awards
Skrót „TEC” odnosi się do „Technical Excellence and Creativity”. Nagrody przyznawane są za biegłość i kreatywność techniczną między innymi producentom muzycznym. Statuetki TEC przyznano po raz pierwszy w 1985 roku dzięki magazynowi o tematyce muzycznej Mix. Począwszy od 1990 r. nagrody wręczało TEC Foundation (alternatywnie Mix Foundation).
| Rok  | Tytułem          | Kategoria                                                 | Rezultat | Przypis |
| ---- | ---------------- | --------------------------------------------------------- | -------- | ------- |
| 2002 | „Lady Marmalade” | Produkcja nagrania muzycznego – singel lub utwór albumowy | Wygrana  | [ 206 ] |

## Teen Music Awards
| Rok  | Tytułem                                | Kategoria                                    | Rezultat  | Przypis |
| ---- | -------------------------------------- | -------------------------------------------- | --------- | ------- |
| 2009 | Christina Aguilera                     | Artysta dekady                               | Nominacja | [ 207 ] |
| 2009 | Christina Aguilera                     | Artysta roku                                 | Nominacja | [ 207 ] |
| 2009 | „Keeps Gettin' Better”                 | Najlepszy żeński występ wokalny – muzyka pop | Nominacja | [ 207 ] |
| 2009 | „Can’t Hold Us Down” (wraz z Lil’ Kim) | Najlepsza współpraca wokalna                 | Nominacja | [ 207 ] |

## Top 50 Music Awards
| Rok  | Tytułem                                                          | Kategoria                     | Rezultat  | Przypis |
| ---- | ---------------------------------------------------------------- | ----------------------------- | --------- | ------- |
| 2022 | Christina Aguilera                                               | Najlepszy artysta lub grupa   | Nominacja | [ 208 ] |
| 2022 | „Pa mis muchachas” (wraz z Becky G, Nicki Nicole i Nathy Peluso) | Najlepsza współpraca muzyczna | Nominacja | [ 208 ] |

## Top of the Pops Awards
| Rok  | Tytułem            | Kategoria                 | Rezultat  | Przypis        |
| ---- | ------------------ | ------------------------- | --------- | -------------- |
| 2003 | Christina Aguilera | Wokalistka roku           | Wygrana   | [ 209 ] [ 55 ] |
| 2003 | Christina Aguilera | Najwspanialsza dziewczyna | Nominacja | [ 210 ]        |
| 2003 | „Fighter”          | Teledysk roku             | Nominacja | [ 211 ]        |

## TRL Awards
Nagrody przyznawane były w programie Total Request Live, emitowanym przez stację MTV. Pierwsza edycja TRL Awards odbyła się w lutym 2003 roku.
| Rok  | Tytułem             | Kategoria                                              | Rezultat          | Przypis |
| ---- | ------------------- | ------------------------------------------------------ | ----------------- | ------- |
| 2003 | Christina Aguilera  | Najlepsza ewolucja                                     | Wygrana           | [ 213 ] |
| 2003 | „Genie in a Bottle” | Najlepszy teledysk                                     | Wygrana (II m-ce) | [ 212 ] |
| 2005 | „Dirrty”            | TRL Hall of Fame (nagroda hołdująca wybitne teledyski) | Wygrana           | [ 214 ] |
| 2008 | „Dirrty”            | Najbardziej ikoniczny teledysk                         | Wygrana (V m-ce)  | [ 215 ] |

## Vevo Certified Awards
Lista teledysków udostępnionych w serwisie Vevo, które zostały wyróżnione świadectwem „Vevo Certified” po przekroczeniu 100 mln wyświetleń.
| Teleldysk                                              | Przypis         |
| ------------------------------------------------------ | --------------- |
| „Beautiful”                                            | [ 216 ]         |
| „Can’t Hold Us Down”                                   | [ 217 ]         |
| „Candyman”                                             | [ 218 ]         |
| „Dirrty”                                               | [ 219 ]         |
| „Feel This Moment” (wraz z Pitbullem)                  | [ 220 ]         |
| „Fighter”                                              | [ 221 ]         |
| „Genie in a Bottle”                                    | [ 222 ]         |
| „Hoy tengo ganas de ti” (wraz z Alejandro Fernándezem) | [ 223 ]         |
| „Hurt”                                                 | [ 224 ]         |
| „Lady Marmalade”                                       | [ 225 ]         |
| „Moves like Jagger” (wraz z Maroon 5)                  | [ 226 ] [ 220 ] |
| „Pero me acuerdo de ti”                                | [ 227 ]         |
| „Say Something” (wraz z A Great Big World)             | [ 228 ]         |
| „You Lost Me”                                          | [ 229 ]         |
| „Your Body”                                            | [ 230 ] [ 231 ] |

## Viña del Mar Awards
| Rok  | Tytułem            | Kategoria | Rezultat | Przypis         |
| ---- | ------------------ | --------- | -------- | --------------- |
| 2023 | Christina Aguilera | —         | Wygrana  | [ 232 ] [ 233 ] |

## Virgin Media Music Awards
| Rok  | Tytułem                               | Kategoria                          | Rezultat          | Przypis |
| ---- | ------------------------------------- | ---------------------------------- | ----------------- | ------- |
| 2006 | Christina Aguilera                    | Najlepszy artysta solowy           | Wygrana (II m-ce) | [ 234 ] |
| 2006 | „Ain’t No Other Man”                  | Najlepszy singel                   | Wygrana (II m-ce) | [ 234 ] |
| 2006 | Christina Aguilera                    | Najlepszy powrót na scenę muzyczną | Wygrana (II m-ce) | [ 234 ] |
| 2007 | Christina Aguilera                    | Najatrakcyjniejsza artystka        | Nominacja         | [ 235 ] |
| 2008 | Christina Aguilera                    | Najlepszy artysta międzynarodowy   | Nominacja         | [ 236 ] |
| 2008 | Christina Aguilera                    | Najseksowniejsza artystka          | Nominacja         | [ 237 ] |
| 2011 | Christina Aguilera                    | Najlepszy powrót na scenę muzyczną | Wygrana           | [ 238 ] |
| 2012 | „Moves like Jagger” (wraz z Maroon 5) | Najlepsza współpraca muzyczna      | Nominacja         | [ 239 ] |
| 2012 | „Moves like Jagger” (wraz z Maroon 5) | Najlepsze nagranie                 | Nominacja         | [ 239 ] |

## VIVA Comet Awards (Niemcy)
| Rok  | Tytułem            | Kategoria                        | Rezultat  | Przypis         |
| ---- | ------------------ | -------------------------------- | --------- | --------------- |
| 2003 | Christina Aguilera | Najlepszy artysta międzynarodowy | Nominacja | [ 240 ] [ 241 ] |

## Webby Awards
Nagrody Webby przyznawane są przez stowarzyszenie International Academy of Digital Arts & Sciences począwszy od 1996 roku.
| Rok  | Tytułem                                                                 | Kategoria                                                                         | Rezultat  | Przypis         |
| ---- | ----------------------------------------------------------------------- | --------------------------------------------------------------------------------- | --------- | --------------- |
| 2023 | „Beautiful”                                                             | Najlepszy teledysk – kategoria ogólna                                             | Wygrana   | [ 242 ]         |
| 2023 | „Beautiful”                                                             | Najlepszy teledysk – kategoria People’s Voice                                     | Wygrana   | [ 242 ]         |
| 2025 | The 25th Anniversary of Christina Aguilera (Spotify Anniversaries Live) | Music – General Video & Film (za wideo promujące minialbum)                       | Nominacja | [ 243 ] [ 244 ] |
| 2025 | „What a Girl Wants” (wraz z Sabriną Carpenter)                          | Best Individual Performance – Performance & Craft (za wspólny występ z Carpenter) | Nominacja | [ 245 ] [ 244 ] |

## Wembley Arena Awards
| Rok  | Tytułem            | Kategoria                      | Rezultat | Przypis |
| ---- | ------------------ | ------------------------------ | -------- | ------- |
| 2003 | Christina Aguilera | Artystka roku wg Wembley Arena | Wygrana  | [ 246 ] |

## Wild Writings Awards
| Rok  | Tytułem            | Kategoria     | Rezultat | Przypis |
| ---- | ------------------ | ------------- | -------- | ------- |
| 2003 | Christina Aguilera | Artystka roku | Wygrana  | [ 247 ] |

## You Choice Awards
| Rok  | Tytułem              | Kategoria                                      | Rezultat  | Przypis         |
| ---- | -------------------- | ---------------------------------------------- | --------- | --------------- |
| 2010 | „Not Myself Tonight” | Teledysk roku                                  | Wygrana   | [ 248 ] [ 249 ] |
| 2010 | „You Lost Me”        | Najlepsza ballada/piosenka o tematyce miłosnej | Wygrana   | [ 250 ] [ 249 ] |
| 2010 | „You Lost Me”        | Najlepszy teledysk pop                         | Nominacja | [ 251 ] [ 249 ] |

## YoungStar Awards
| Rok  | Tytułem                                 | Kategoria                                                                      | Rezultat  | Przypis |
| ---- | --------------------------------------- | ------------------------------------------------------------------------------ | --------- | ------- |
| 1999 | Christina Aguilera; Christina Aguilera  | Najlepszy młodociany artysta muzyczny                                          | Nominacja | [ 252 ] |
| 1999 | Christina Aguilera; „Genie in a Bottle” | Najlepszy młodociany artysta muzyczny                                          | Nominacja | [ 252 ] |
| 2000 | Christina Aguilera                      | Specjalne wyróżnienie (nagroda YoungStar Starlight za działalność humanitarną) | Wygrana   | [ 253 ] |

## Z Awards
Nagrody przyznawane przez nowojorską stację radiową WHTZ, znaną alternatywnie jako Z100 i należącą do korporacji iHeartMedia.
| Rok  | Tytułem                               | Kategoria                             | Rezultat  | Przypis |
| ---- | ------------------------------------- | ------------------------------------- | --------- | ------- |
| 2010 | Christina Aguilera; Jordan Bratman    | Najbardziej pamiętne rozstanie gwiazd | Nominacja | [ 254 ] |
| 2011 | „Moves like Jagger” (wraz z Maroon 5) | Najlepsza współpraca muzyczna roku    | Nominacja | [ 255 ] |